# ヨツバヒヨドリ
ヨツバヒヨドリ（四葉鵯、学名：Eupatorium glehnii F.Schmidt ex Trautv.）は、キク科ヒヨドリバナ属に分類される多年草の1種。ヒヨドリバナの亜種（学名： Eupatorium chinense L. subsp. sachalinense (F.Schmidt) Kitam. ex Murata）、ヒヨドリバナの変種（学名：Eupatorium chinense L. var. sachalinense (F.Schmidt) Kitam.）として扱われることがある。この亜種名sachalinenseはサハリンを意味する。和名はヒヨドリバナの仲間で、ふつう葉が4輪生することに由来する。別名が、ヨツバヒヨドリバナ、クルマバヒヨドリ。

## 特徴
高さ1 mほど、茎はそう生し、直立して下部から分枝しない。葉は3-5輪生し、ふつうは4輪生、ごく短い葉柄があるか、またはない。葉身は長楕円形または長楕円形披針形、長さ10-15 cm、幅3-4 cm。

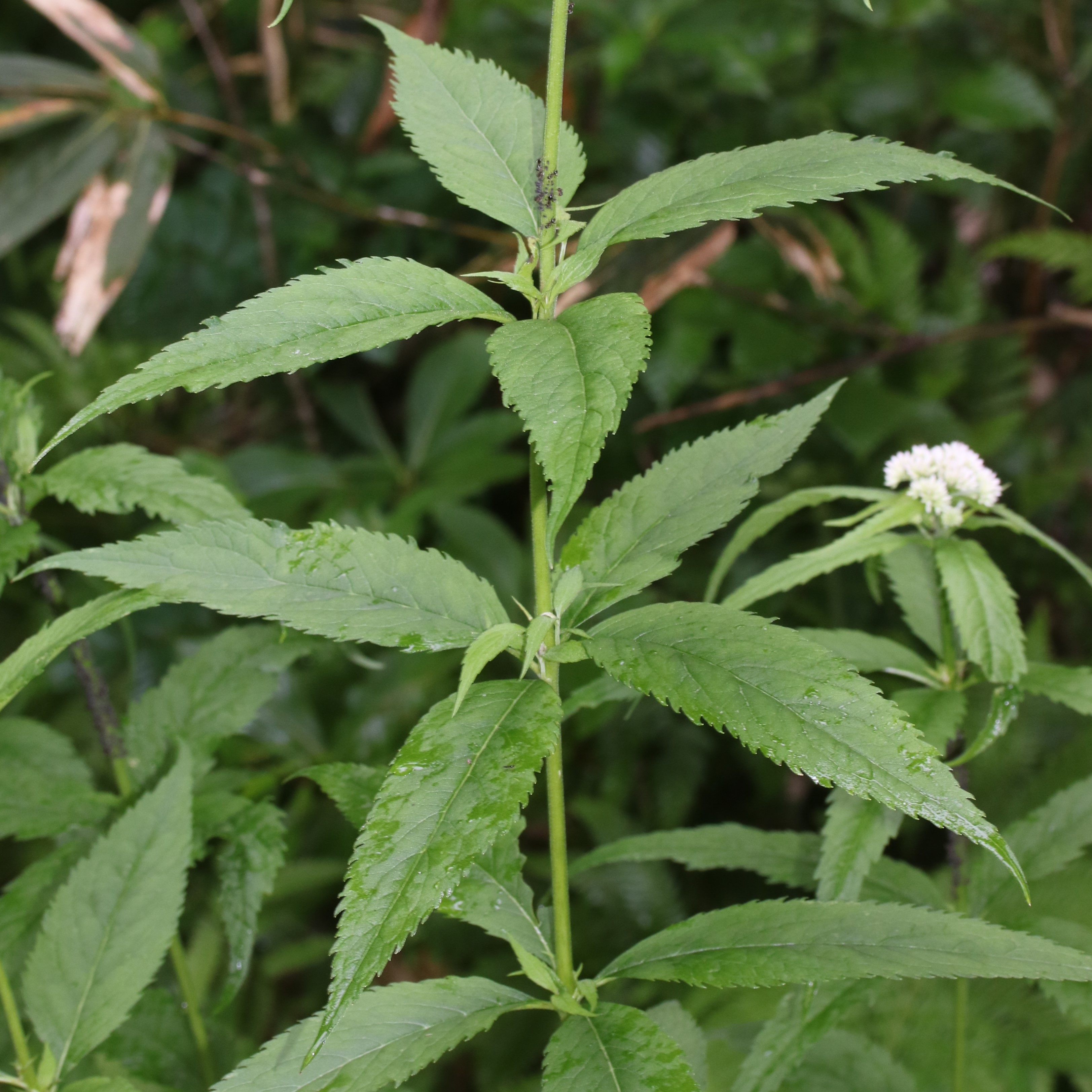
ふつうは4輪生する葉
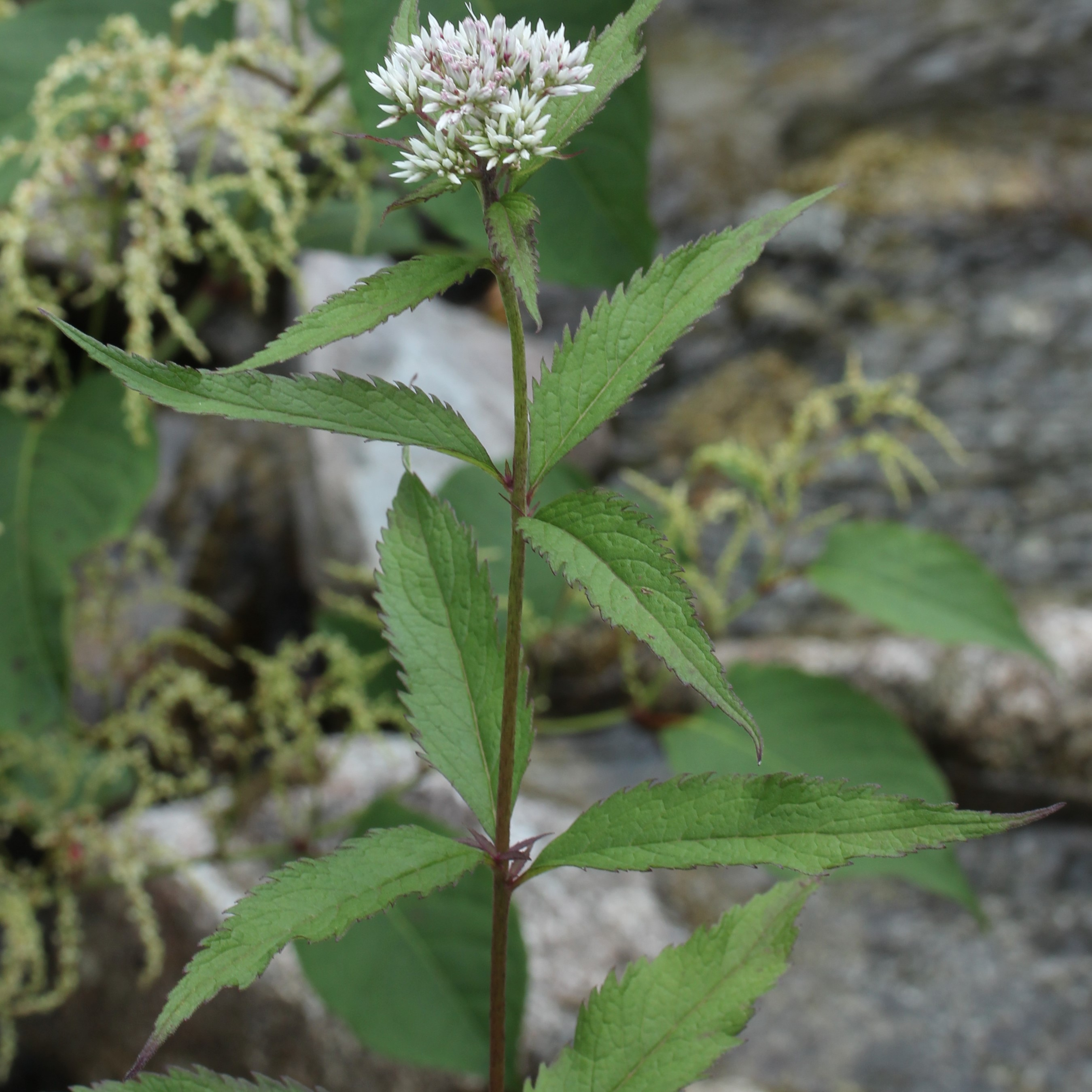
3輪生する葉
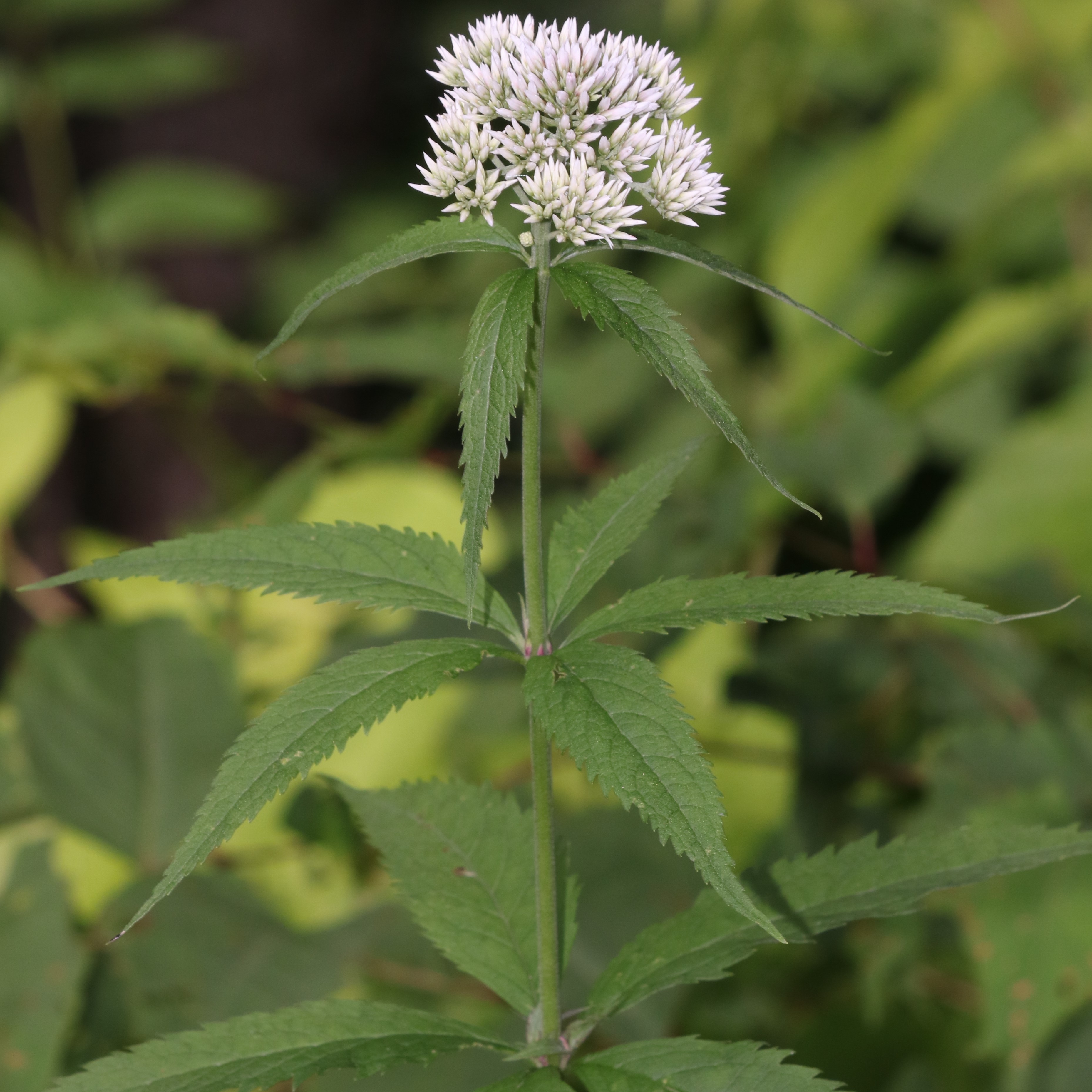
5輪生する葉

5-6個の白色-薄紅紫色の頭花は密に散房状につき、すべて両性の筒状花が集まったもの。花冠の先は浅く5裂し、花柱は花冠より長く飛び出し、先は2つに分枝する。総苞は長さ5 mm、乾いた膜質。花期は7月-9月。そう果は3 mm、腺点があり、5稜形。

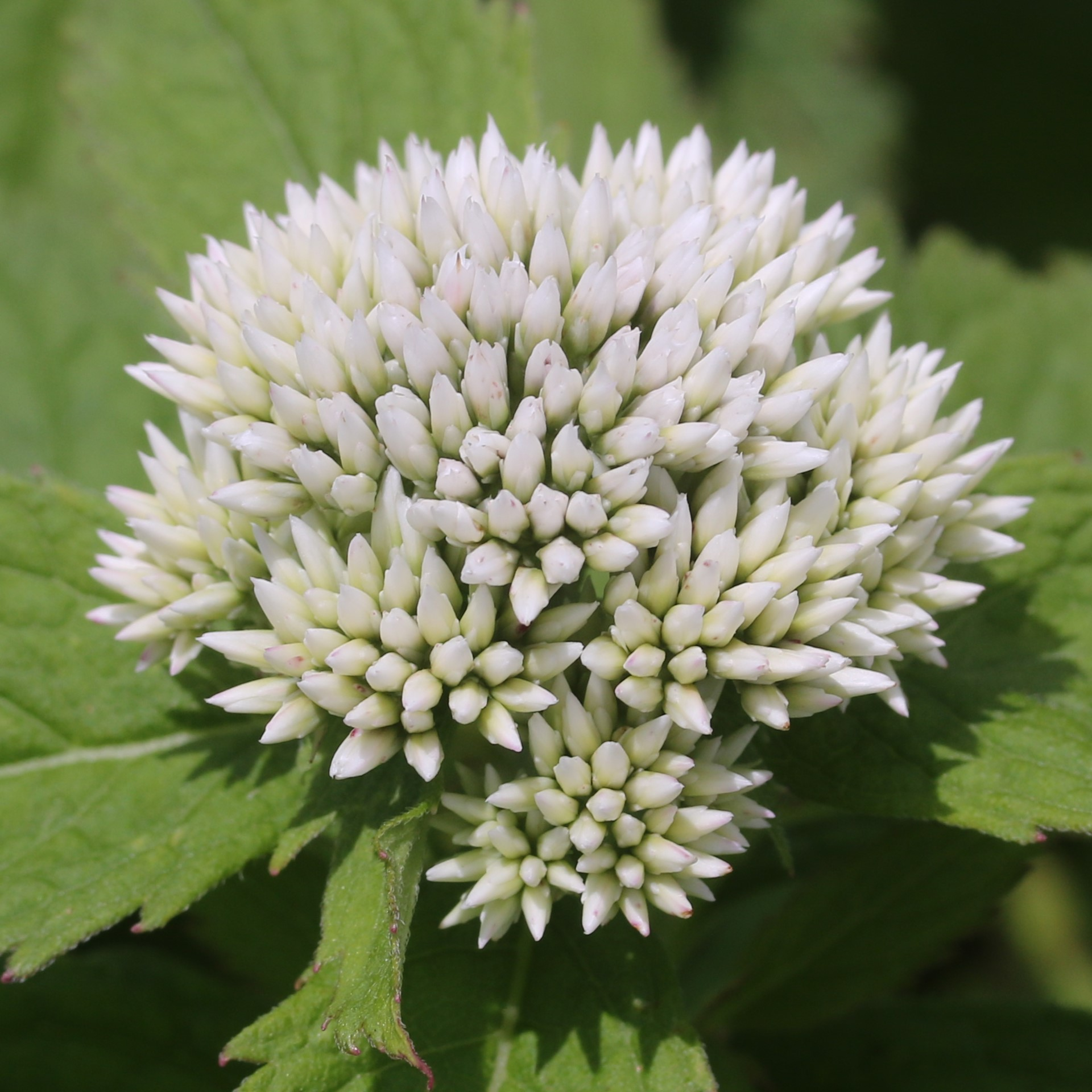
蕾 頭花は密に散房状につく
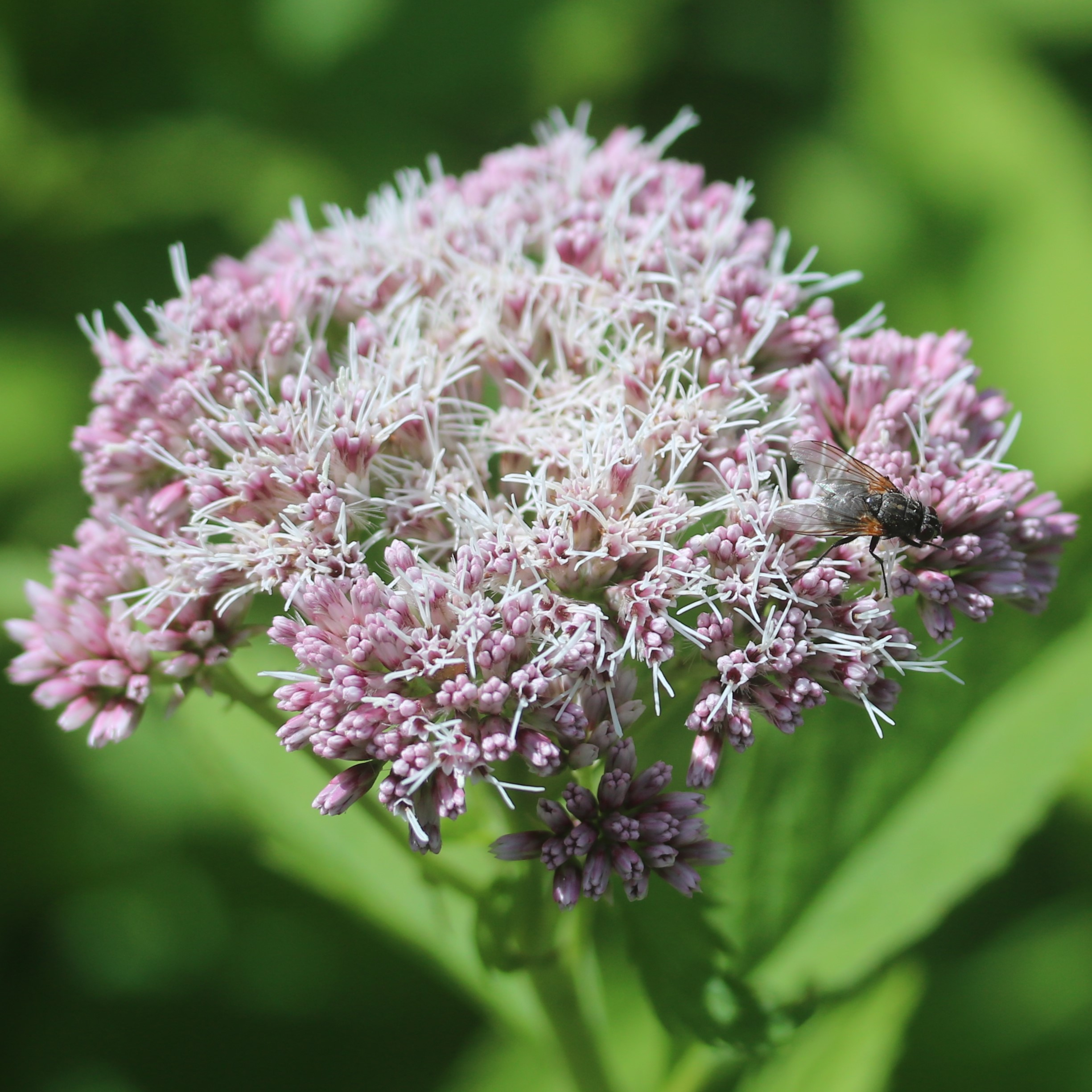
花 花冠の先は浅く5裂し、花柱は花冠より長く飛び出す

葉が披針形で幅1-2 cmでヨツバヒヨドリよりも細いものは、ハコネヒヨドリ（学名：  Eupatorium chinense L. subsp. sachalinense (F.Schmidt) Kitam. ex Murata var. hakonense (Nakai) Kitam. ex Murata）と呼ばれ、より低山に生育し、本州（関東地方以西）、四国に分布する。

## 分布・生育環境

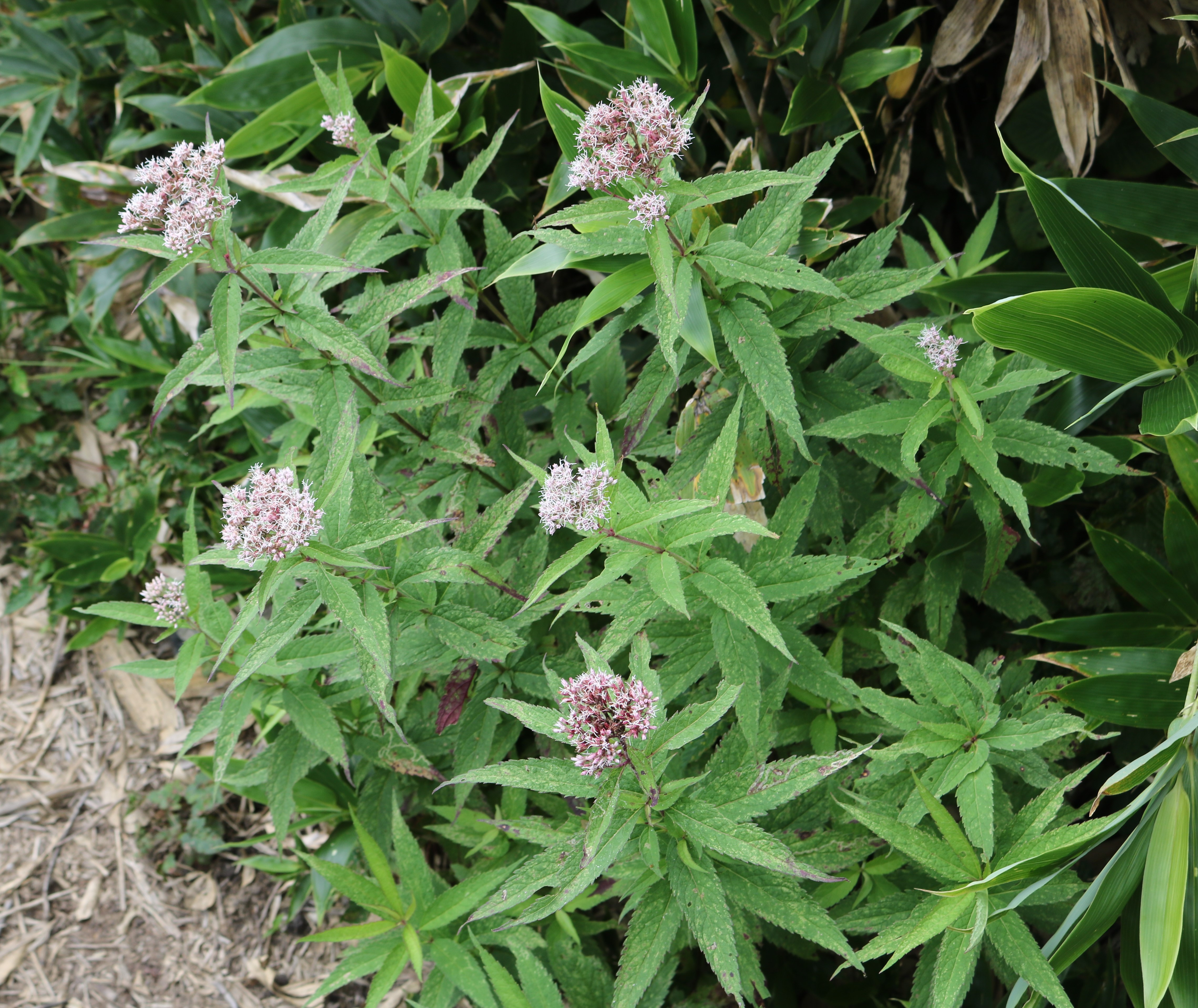
山地の草地に生育するヨツバヒヨドリ

南千島、サハリン、日本に分布する。日本では北海道、本州（近畿地方以東）、四国に分布する。
北海道では湿原に分布し、本州では標高1,000 m以上の山地の深山に分布する。林のふちや草地に生育する。

## 種の保全状況評価
日本では環境省による国レベルのレッドリストの指定を受けていないが、以下の都道府県のレッドリストで指定を受けている。
- 絶滅危惧IB類 - 茨城県[17]、和歌山県[18]
- 絶滅危惧種 - 奈良県[19]
- 情報不足 - 香川県[20]